# Chapter One (god의 음반)
《Chapter One》은 대한민국의 음악 그룹 god의 데뷔 앨범이다. 타이틀 곡 〈어머님께〉의 뮤직비디오에는 배우 장혁이 출연하기도 했다. 이 후 〈관찰〉로 후속 활동을 이어갔다.

## 수록곡
| #            | 제목                           | 작사                    | 작곡           | 편곡         | 재생 시간 |
| ------------ | ------------------------------ | ----------------------- | -------------- | ------------ | --------- |
| 1.           | 〈Intro〉                      |                         |                |              | 1:06      |
| 2.           | 〈관찰〉                       | 박진영                  | 이철원         | 이철원       | 3:35      |
| 3.           | 〈날 기다려줘〉                | 박진영                  | 김형석, 박진영 | 방시혁       | 4:15      |
| 4.           | 〈작은 남자들과 함께〉         | 박진영                  | god, 박진영    | god, 박진영  | 3:22      |
| 5.           | 〈난 너에게〉                  | 박진영                  | 박진영         | 안용진       | 3:20      |
| 6.           | 〈어머님께〉                   | 박진영                  | 박진영         | 박진영       | 4:15      |
| 7.           | 〈니가 다시 돌아올 수 있도록〉 | 박진영                  | 방시혁         | 방시혁       | 4:02      |
| 8.           | 〈약속〉                       | 박진영, 안용진, god(랩) | 안용진, god    | 안용진, god  | 3:35      |
| 9.           | 〈왜 또 다시 난〉              | 박진영                  | 이준           | 이준         | 3:28      |
| 10.          | 〈나쁜 여자〉                  | 박진영                  | 박진영         | 박진영       | 4:11      |
| 총 재생 시간 | 총 재생 시간                   | 총 재생 시간            | 총 재생 시간   | 총 재생 시간 | 35:25     |

- 〈관찰〉은 Yaz의 〈Don't Go〉를 인용하였다.
- 〈날 기다려줘〉는 박진영의 〈너의 뒤에서〉를 인용하였다.
- 〈난 너에게〉는 Hall & Oates의 〈Out of Touch〉를 인용하였다.
- 〈어머님께〉는 2pac의 〈Life Goes On〉을 인용하였다.

## 참여
이 목록은 해당 앨범의 부클릿 〈Staff〉, 〈Musicians〉 목록에서 발췌하였다.
| god - 박준형 - 래퍼 - 윤계상 - 보컬 - 데니 안 - 래퍼 - 손호영 - 보컬 - 김태우 - 보컬 뮤지션 - J.Goux - 기타(4, 7) - 한상원 - 기타(10), 보코더 - 김광민 - 기타(8) - Wyzard - 베이스 기타(4, 7) - 신현권 - 베이스 기타(2, 8) - Jerry Hey's Brass Band - 호른 - 박진영 - 코러스, 랩 메이킹(1~7, 9, 10) - 조규찬 - 코러스(4) - 안용진 - 코러스(8), 컴퓨터 프로그래밍(4, 5, 8) - 방시혁 - 컴퓨터 프로그래밍(3, 6, 7, 10) - Joseph Hung Bui - 샘플링/스크래치(4) - god - 랩 메이킹(8) | 스탭 - 박진영 - 프로듀서 - 안용진, god - 공동 프로듀서 - 최장혁 - 출반 - 정훈탁 - 이그제큐티브 프로듀서 - EBM - 프로덕션 - 엄현우, 한종진, 김경환, 박진영, 윤계상 - 녹음 기술 - Dave "Harddrive" Pensado - 믹싱(4, 7) - 노양수 - 믹싱(8) - 김국현 - 믹싱(1~3, 5, 6, 9, 10) - Bay 스튜디오, 서울 스튜디오, Enterprise 스튜디오(로스엔젤레스) - 믹싱 스튜디오 - Eddie Schreye(Oasis Mastering Studio) - 마스터링 - 고희정, 최정아(서울 스튜디오) - 마스터링 - 김봉도, 김호선, 류진희, 이정훈, 공성원 - 사진 - H*2 with FREE - 디자인 |